# Jarbuta
Jarbuta – gaun wikas samiti w zachodniej części Nepalu w strefie Bheri w dystrykcie Surkhet. Według nepalskiego spisu powszechnego z 2001 roku liczył on 1267 gospodarstw domowych i 6573 mieszkańców (3350 kobiet i 3223 mężczyzn).